# Bataille de Jackson
Guerre de Sécession
Batailles
Campagne de Vicksburg
- Grand Gulf
- Snyder's Bluff
- Port Gibson
- Raymond
- Jackson
- Champion Hill
- Big Black River Bridge
- Milliken's Bend
- Young's Point
- Lake Providence
- Richmond
- Goodrich's Landing
- Helena
- Vicksburg
- Expédition de Jackson

La bataille de Jackson est une bataille de la guerre de Sécession qui se déroula le 14 mai 1863 à Jackson, dans le Mississippi.